# Stone the Crows
Stone the Crows foi uma banda formada em Glasgow em 1969. O nome da banda é uma gíria escocesa que significa "para o inferno com isso". Em 1973, a banda foi dissolvida. 

## Formação original
- Maggie Bell - vocais
- Leslie Harvey - guitarra
- Colin Allen - bateria
- James Dewar - baixo
- John McGinnis - teclado

## Discografia
- 1969 Stone The Crows
- 1970 Ode To John Law
- 1971 Teenage Licks
- 1972 Ontinuous Performance